# جلیلی فضیلی
جلیلی فضیلی (انگلیسی: Jalili Fadili؛ زادهٔ ۱۹۴۰) بازیکن سابق فوتبال اهل مراکش است.
وی عضو تیم ملی فوتبال مراکش در جام جهانی فوتبال ۱۹۷۰ بوده است.